# بتالنغو
Hathlangoo (اردو : ہتھلنگو | الإنجليزية : مائة فروع) المعروفة سابقا باسم Hashmatpora هي قرية في Sopore تهسيل من منطقة بارامولا في جامو وكشمير. وهو يقع على بعد 8 كم من المقاطعة الفرعية المقر Sopore و 22 كيلومترا بعيدا عن منطقة مقر بارامولا. وهي واحدة من أكبر القرى في Zaingair. القرى المجاورة تشمل Muqam, Malpora, Magraypora, Botingoo, Watlab, Janwara و Warpora.

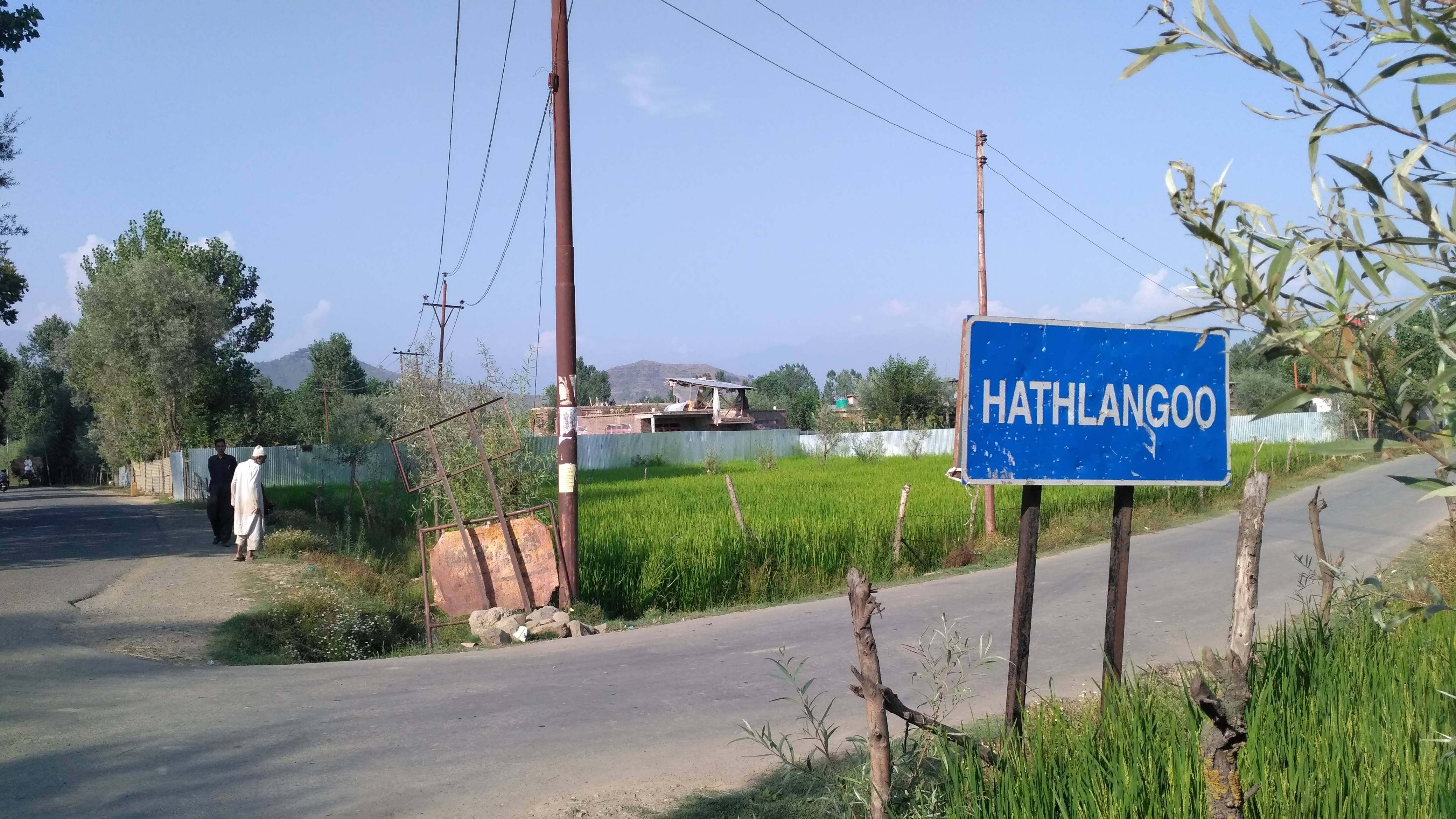
مدخل بتالنغو

يعتمد شعب Hathlangoo في الغالب على زراعة الفاكهة كمصدر رزق رئيسي. دخل الناس في القرية هي في معظمها من الأراضي الزراعية و بساتين الفاكهة وخاصة التفاح.

## البيانات الديموغرافية
قرية لديها معدل معرفة القراءة والكتابة 63.1%. وفقا لتعداد عام 2011 ، عدد سكان القرية حوالي 3000 من 1,522 الذكور و 1,466 الإناث.

## الجغرافيا
Hathlangoo يقع في 34°20′44″N 74°30′14″E / 34.3456°N 74.5039°E. قرية تحتل مساحة 2.529 كم مربع أي حوالي 625 فدانا من الأراضي.[بحاجة لمصدر]
على الجانب الشرقي Hathlangoo على بعد 1 كم من Wular بحيرة, أكبر بحيرة للمياه العذبة في آسيا[بحاجة لمصدر]. على قمة تل على الجانب الشمالي هو بابا شكر-ud-Din الضريح.

## المؤسسات التعليمية
Hathlangoo قرية واحدة تديرها الحكومة في المدرسة الثانوية وما حولها[مبهم] واحد وسط و ثلاثة الأولية SSA المدارس. بلال التذكاري الإنجليزية المتوسطة في المدرسة هو فقط في المدارس الخاصة. Taleem المجاهدين القرآن هو مؤسسة إسلامية حيث الأولاد في الصباح والفتيات بعد العصر لحضور فصول منفصلة لكل من تعلم القرآن بحرية. المكتبة العامة أسهم جميع أنواع الكتب الإسلامية.
القرية هي موطن لمجموعة واسعة من المهنيين مثل العمال والأساتذة والمهندسين.[بحاجة لمصدر] بعض العمل في الخارج في بلدان مثل الولايات المتحدة الأمريكية, السودان, الإمارات العربية المتحدة والشرق الأوسط.[بحاجة لمصدر] مستوى التعليم جيد تقريبا.[بحاجة لمصدر]

## الأماكن ذات الأهمية
هناك ستة مساجد في Hathlangoo ، جامع المساجد. جميع سكان هذه القرية هم
المسلمين.[بحاجة لمصدر] صلاة العيد في الغالب عرضت في Eidgah الذي يقع بالقرب من دار المسجد.
Hathlangoo يتكون من أكثر من اثني عشر mohallas: من أمام قرية نيشات مستعمرة واحدة من أكبر المسجد من قرية دار المسجد كما نعرف الخطر المسجد.
Hathlangoo كما تشتهر هب Shahib Hathlangoo.[بحاجة لتعريف]

## الراحة
قرية لديها [بحاجة لتوضيح]. فمن لديه أكبر ملعب في Sopore تهسيل. لعبة الكريكيت وكرة القدم هي الرياضة الشعبية. Hathlangoo وقد أنتجت بعض الموهوبين الكريكيت اللاعبين التي لعبت في إنتر-على مستوى الكلية.[بحاجة لمصدر] على Hathlangoo الرياضي يحمل الإقليمية المختلفة الأحداث الرياضية. على Hathlangoo الدوري هي بطولة الكريكيت التي عقدت في Hatlangoo كل عام.

## الرعاية الصحية
قرية واحدة تديرها الحكومة الوباتشيك الطب المستوصف الذي [بحاجة لتوضيح] جميع الاحتياجات الأساسية. بعض المرضى يفضلون جيدة مرافق الرعاية الصحية في البلدان المجاورة Sopore ، بارامولا المدن.
قرية أربع عيادات المحليين ، ثلاثة في دار Mohllah الرابع في كوس بورا.
المركز الطبي في 34°20′41″N 74°30′11″E / 34.3447360°N 74.5030480°E.